# Stefano Dionisi
Stefano Dionisi (Roma, Italia; 1 de octubre de 1966) es un actor italiano.

## Biografía
Tomó clases de actuación en el teatro La Scaletta, en Roma. Luego de estudiar, emprendió algunos viajes a Nueva York y a la India.
Su debut como actor tuvo lugar con la película para la televisión Rose (1986). Luego, obtuvo el papel principal en la película Farinelli - Voce regina (Farinelli, il castrato, 1994), que le valió un Premio David de Donatello especial. Más tarde, actuó junto a Marcello Mastroianni en el filme Sostiene Pereira (Afirma Pereira, 1995), basado en la novela de Antonio Tabucchi. Posteriormente, participó en la película Bambola (Bámbola, 1996), de Bigas Luna. Participó, en el 2005, en la película franco-italiana Antonio Vivaldi, un prince à Venise, dirigida por Jean-Louis Guillermou, en donde interpretó el papel del compositor.

## Filmografía parcial
- 1994 Farinelli - Voce regina (Farinelli, il castrato) - director: Gérard Corbiau
- 1995 Joseph (José) - director: Roger Young
- 1995 Sostiene Pereira (Afirma Pereira) - director: Roberto Faenza
- 1996 Bambola (Bámbola) - director: J. J. Bigas Luna
- 2000 Il partigiano Johnny - director: Guido Chiesa
- 2000 Non ho sonno (Insomnio) - director: Dario Argento
- 2002 Ginostra (El misterio de Ginostra) - director: Manuel Pradal
- 2006 Antonio Vivaldi, un prince a Venise - director: Jean Louis Guillermou
- 2007 Era mio fratello - director: Claudio Bonivento
- 2007 Caccia segreta - director: Massimo Spano
- 2008 Una madre - director: Massimo Spano
- 2021 Tres pisos - director: Nanni Moretti